# Megathura crenulata
Megathura crenulata (Sowerby I, 1825) è un mollusco della famiglia Fissurellidae, endemico delle zone costiere della California (Stati Uniti d'America), dalla baia di Monterey fino all'isola Asuncion al largo del Bassa California (Messico). È l'unica specie nota del genere Megathura.